# 阿諾卡 (印地安納州)
阿諾卡（英語：Anoka）是位於美國印地安納州卡斯縣的一個非建制地區。該地的面積和人口皆未知。

## 地理
阿諾卡的座標為40°43′19″N 86°16′57″W / 40.72194°N 86.28250°W，而該地的平均海拔高度為216米（即709英尺）。